# Шейко, Сергей Сергеевич
Сергей Сергеевич Шейко (род. 23 января 1967, Александрия, Кировоградская область, Украинская ССР) — советский и российский офицер морской пехоты, Герой Российской Федерации (1995). Полковник.

## Биография
Родился в украинской рабочей семье. В 1985—1989 годах учился в Дальневосточном высшем общевойсковом командном училище им. К. К. Рокоссовского, по окончании которого служил в отдельной 336-й гвардейской бригаде морской пехоты Балтийского флота — командир взвода, роты (с 1993 г.). Учился также на спецкурсах при Рязанском высшем воздушно-десантном командном училище и на курсах лёгких водолазов.
В январе-марте 1995 года командовал ротой морской пехоты в уличных боях в Грозном. В одном из боёв силами взвода нанёс удар в тыл боевикам и вывел из окружения подразделение российских войск; было уничтожено 17 боевиков. 18-19 января 1995 года, находясь в окружении в районе Президентского дворца, организовал круговую оборону, отбито 4 атаки боевиков, затем без потерь с боем прорвался к своим.
В феврале 1995 года во главе группы из 8 морских пехотинцев вброд в ледяной воде форсировал реку Сунжа, разведал позиции дудаевцев, затем атаковал их; в рукопашном бою было уничтожено 20 боевиков, среди группы Сергея Шейко погибших не было. Был представлен к званию «Герой Российской Федерации», но тогда оно ему не было присвоено.
С мая 1995 года находился во второй командировке в Чечне — заместитель командира десантно-штурмового батальона 336-й отдельной гвардейской бригады морской пехоты Балтийского флота. В мае-июне 1995 года участвовал в боевых действиях в горной части Чечни; его подразделение нанесло значительные потери противнику. Отличался личным героизмом и воинским мастерством, его рота в самых ожесточённых боях практически не имела потерь.
За мужество и героизм, проявленные при выполнении специального задания, Указом Президента Российской Федерации от 28 августа 1995 года гвардии капитану Шейко Сергею Сергеевичу присвоено звание Героя Российской Федерации.
С июля 1995 г. — командир отдельного батальона морской пехоты; с 1998 г. — офицер управления соединения.
В 2000 году окончил Общевойсковую академию, в 2005 году — Военную академию Генерального штаба Вооружённых сил Российской Федерации. В 2001 году выполнял боевое задание в Северо-Кавказском регионе. Проходил службу в Главном штабе ВМФ и в Генеральном штабе. Полковник.
Позднее служил старшим помощником Главного военного представителя в Постоянном представительстве России при НАТО. 
С 2018 года — директор Московского морского кадетского корпуса «Навигацкая школа». Также активно участвует в работе ветеранских и военно-патриотических общественных организаций.

## Награды
- медаль «Золотая Звезда» Героя России (28.8.1995; № 210)
- орден Мужества (1995)
- медали.